# Meriania odorata
Meriania odorata är en tvåhjärtbladig växtart som beskrevs av Frank Almeda. Meriania odorata ingår i släktet Meriania och familjen Melastomataceae. Inga underarter finns listade i Catalogue of Life.